# Chartreuse de Mauerbach
La chartreuse de Val-de-tous-les-Saints de Mauerbach est une ancienne chartreuse située dans la commune de Mauerbach près de Vienne en Autriche. Son style baroque est remarquable et son cloître est le plus long d'Europe.

## Histoire

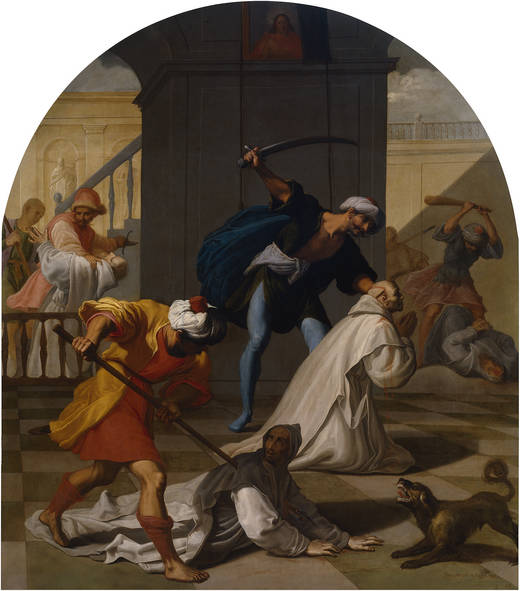
Le Martyre des chartreux de Mauerbach, assassinés par les Turcs, par Vicente Carducho (1632), musée du Prado.

La chartreuse de Mauerbach a été fondée en 1314 par les moines de l'Ordre de saint Bruno sous la protection du duc Frédéric le Bel qui s'y fera enterrer. Conrad de Hainburg y est vicaire avant 1342. Les chartreux de Mauerbach fondent la chartreuse de Prague en 1342. La chartreuse est saccagée plusieurs fois à la fin du Moyen Âge entre 1483 et 1486 et en 1529, lorsqu'elle est assiégée par les Turcs qui égorgent sept moines de la chartreuse. En 1550, il n'y a plus que quatre moines de chœur (donc sans compter les frères convers) et il faut attendre le XVIIe siècle pour que la chartreuse retrouve un certain épanouissement. Le prieur Georg Fasel, (1616-1631) reconstruit les bâtiments conventuels, caractéristiques avec les traditionnelles cellules les unes à côté des autres séparées par leur jardinet individuel. Plus tard l'abbé Brenner raconte dans ses chroniques de la chartreuse comment de la fin du XVIIe siècle au début du XVIIIe siècle elle a été aménagée dans un style baroque tardif. Le XVIIIe siècle, comme dans tant d'autres chartreuses européennes, est une période de prospérité pour Mauerbach, ce qui suscite des convoitises.
La chartreuse, selon les idées du despotisme éclairé de Joseph II, a donc été sécularisée en 1784, les chartreux dispersés, ainsi que leur bibliothèque. Les bâtiments ont dès lors abrité un asile d'aliénés et de vieillards. Servant ensuite d'hôpital civil à la fin de la guerre, les bâtiments ont été restaurés à un autre usage dans les années 1960 jusqu'en 1984. L'ancienne chartreuse a été acquise par l'État autrichien en 1962.

## Galerie

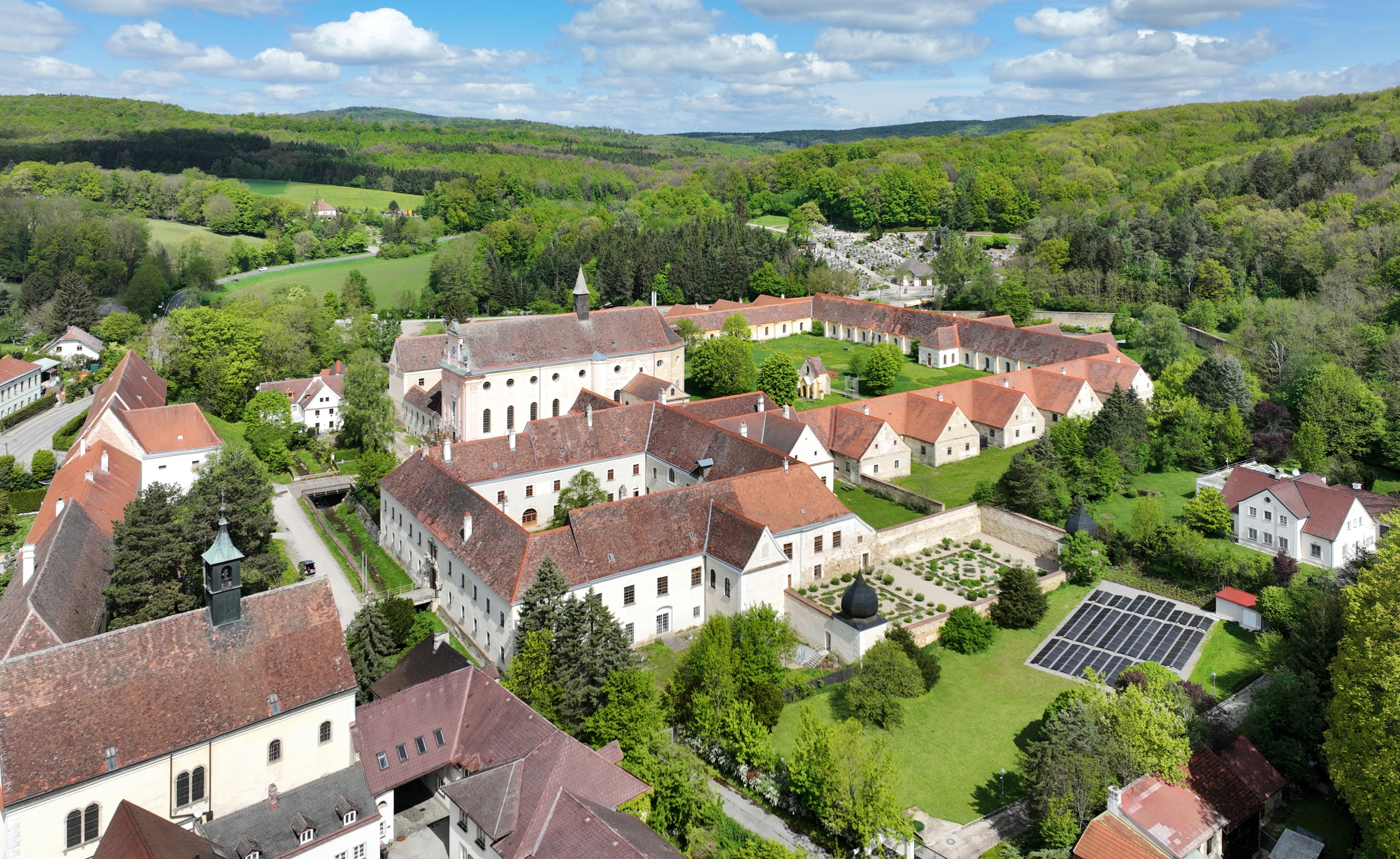
Vue aérienne
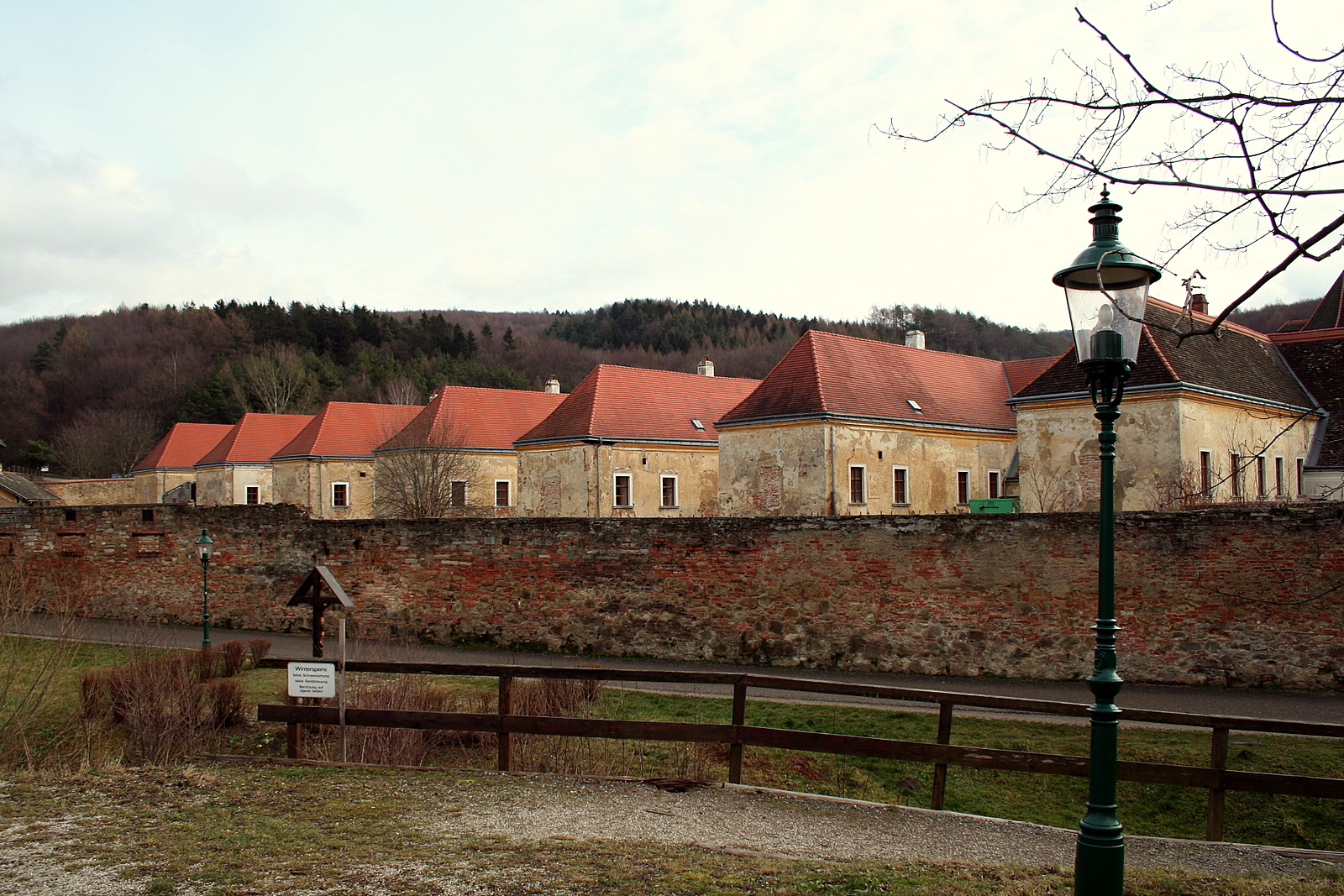
Les anciennes cellules des chartreux
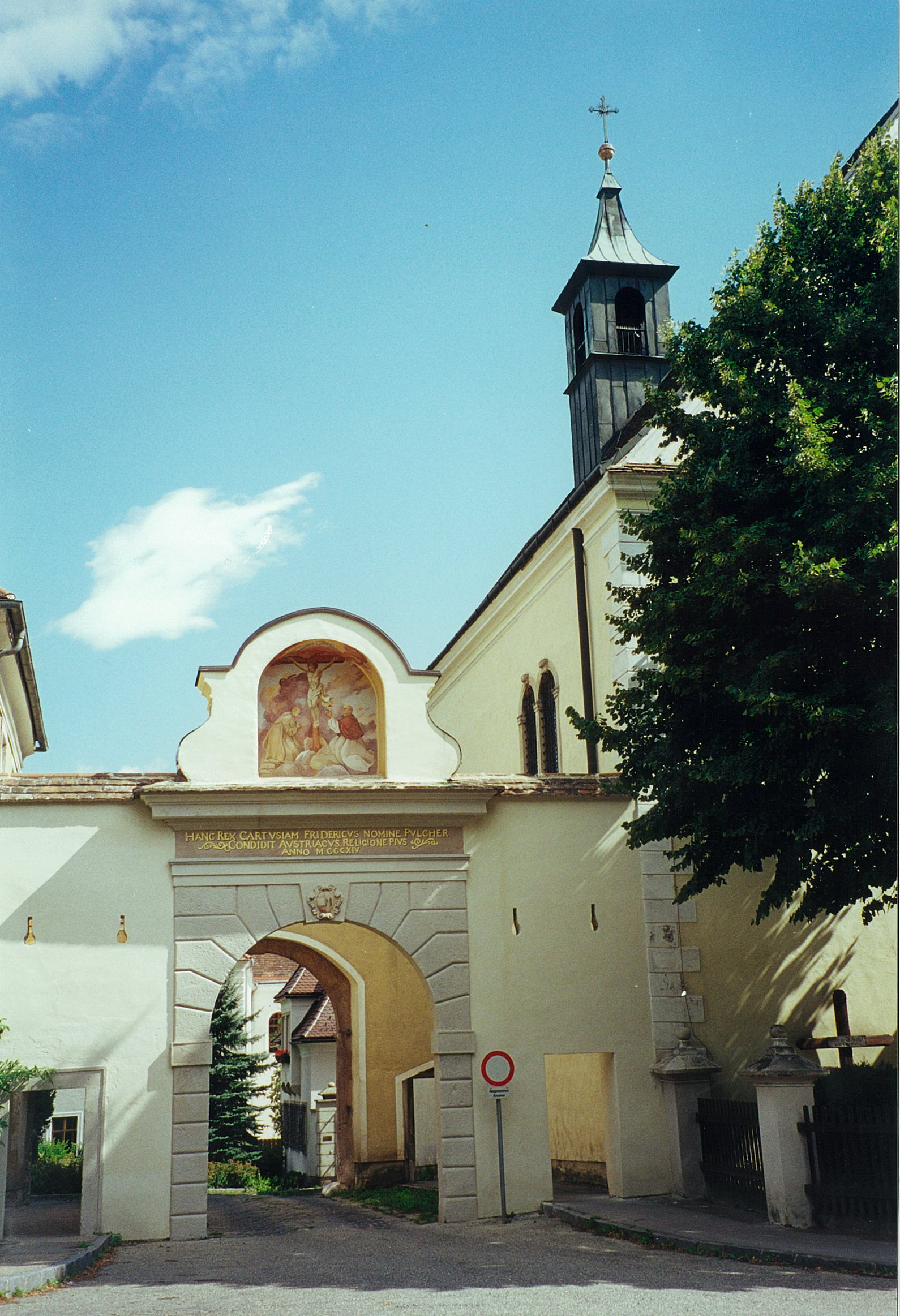
La Porta Prima
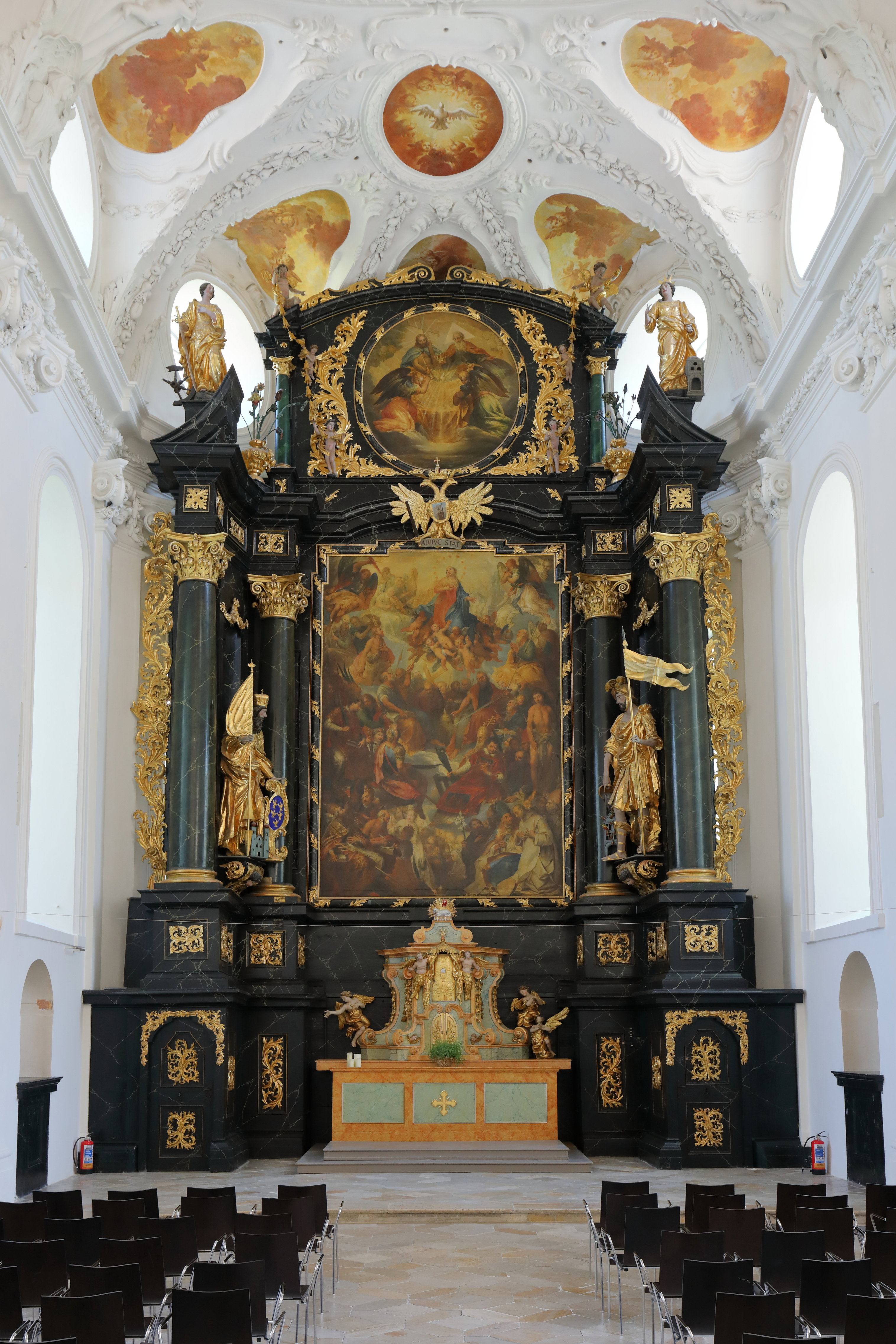
Le maître-autel de l'église
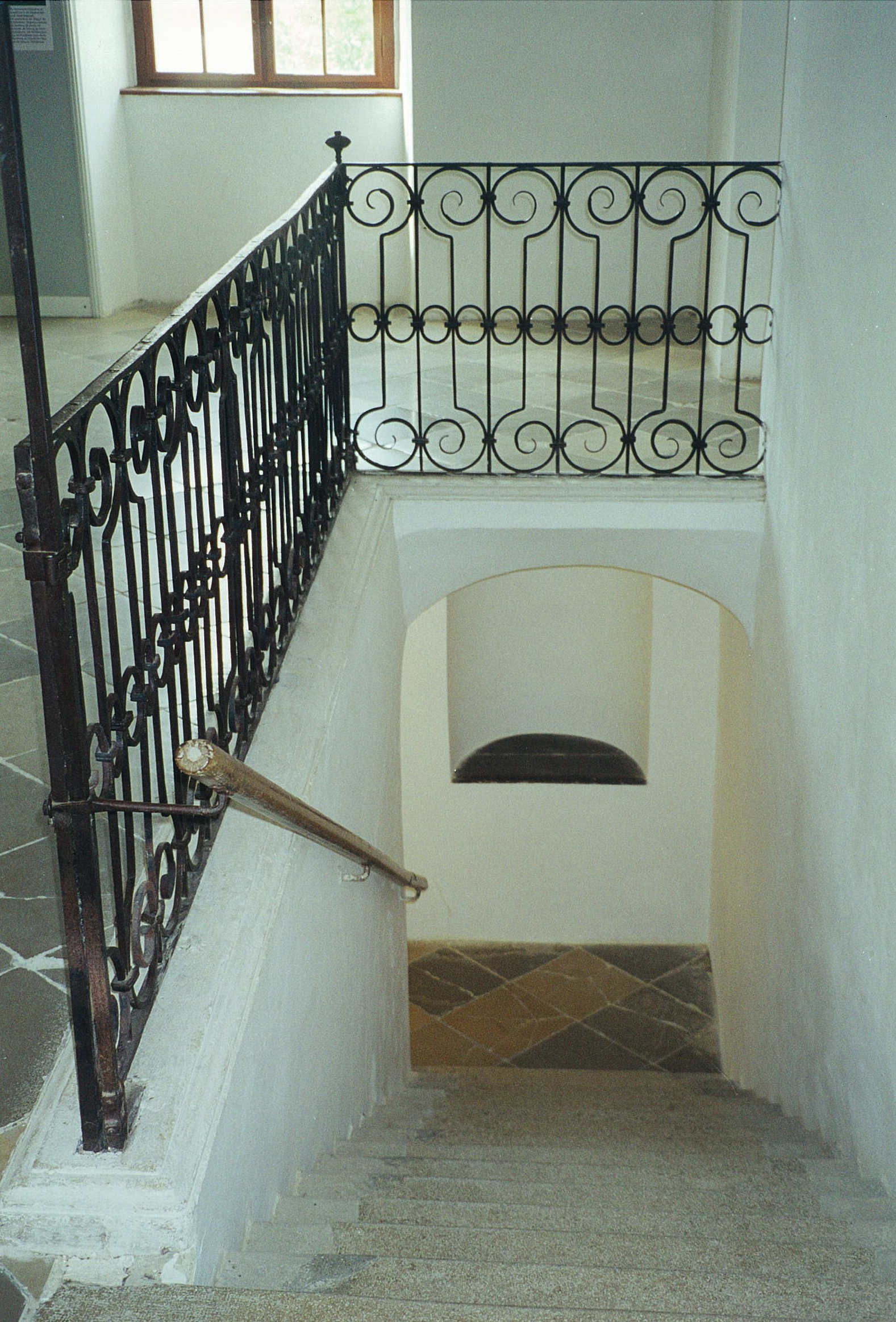
Un escalier

## Héraldique
|  | Les armes de la chartreuse de Mauerbach se blasonnent ainsi : « De gueules à la fasce d'argent » qui est d'Autriche. ou « Parti, de gueules à la fasce d'argent et d'argent à un M majuscule de gueules », qui est de Mauerbach. |